# Jan Prokop ze Schaffgotsche
Jan Prokop hrabě ze Schaffgotsche, také německy jako Johann Prokop Graf von Schaffgotsch (23. květen 1748, Praha – 8. květen 1813, České Budějovice) byl český šlechtic z rodu Schaffgotschů a v letech 1786–1813 první biskup českobudějovický.

## Život
Johann Prokop hrabě Schaffgotsch, svobodný pán z Kynastu a Greiffensteinu, se narodil 22. května 1748 v Praze jako syn Jana Arnošta Viléma ze Schaffgotsche. Vzdělání se mu dostalo nejprve od domácích učitelů a později na vídeňském Terezianu. Univerzitní studium filosofie ve Vídni uzavřel pravděpodobně roku 1768. S jeho rozhodnutím pro dráhu duchovního souviselo jmenování nesídelním kanovníkem v Olomouci 5. října 1768. V témže roce začal na Vídeňské univerzitě studovat teologii, kterou dokončil v roce 1771. Na kněze byl vysvěcen vídeňským arcibiskupem kardinálem Migazzim ve Vídni 25. května 1771. O rok později, 30. května 1772, byl jmenován sídelním kanovníkem v Hradci Králové.
V královéhradecké diecézi zastával různé církevní úřady až do roku 1781. Nejprve jej biskup Heřman z Blümmegenu jmenoval v roce 1772 přísedícím biskupské konzistoře a biskupského soudu. Po jeho smrti byl kapitulou 27. října 1774 zvolen generálním vikářem a řídil diecézi do té doby, než se na jaře 1775 stal novým biskupem Jan Ondřej Kayser z Kaysernu. Ten jej 16. října 1775 jmenoval svým generálním vikářem, a také inspektorem biskupského kněžského semináře. Když biskup Kaysern 5. května 1776 zemřel, pověřila kapitula Schaffgotsche opět řízením diecéze ve funkci generálního vikáře. Již 24. srpna 1776 se stal generálním vikářem nového biskupa Josefa Adama z Arco, který mu kromě úlohy inspektora semináře svěřil i postavení rektora. Tyto funkce Schaffgotsch zastával až do jeho rezignace na počátku roku 1780, kdy byl Arco jmenován biskupem v Sekavě. Následovala tradiční volba kapituly, díky které se 21. dubna 1780 opět ujal řízení diecéze jak generální vikář. Po jmenování nového biskupa Jana Leopolda Haye ze Schaffgotsche rezignoval v únoru 1781 na všechny své funkce v diecézi. V tomto čase již byl silně angažován v olomoucké arcidiecézi, kde jej arcibiskup Colloredo jako nesídelního kanovníka jmenoval 6. června 1778 svým rádcem a přísedícím arcibiskupské konzistoře s hlasovacím právem. Kromě toho byl 17. února 1780 jmenován farářem v Mohelnici, zároveň i zdejším děkanem a arciknězem. Olomouckým kanovníkem se stal 27. května 1780. V olomoucké arcidiecézi Schaffgotsch působil další tři roky. Ještě v roce 1780 byl pověřen funkcí kapitulního arcijáhna a zároveň ředitele kněžského domu v Brně. Tyto funkce zastával minimálně do listopadu 1781. Za svého pobytu v Brně zastupoval kapitulu při zemském sněmu.
Začátek další životní etapy pro Schaffgotsche nastal 9. února 1783, když císař Josef II. oznámil rozhodnutí jmenovat jej generálním vikářem pro jihozápadní část pražské arcidiecéze. Podle císařského rozhodnutí z 6. října téhož roku měl být dokonce světícím biskupem. Avšak ještě do konce roku císař učinil rozhodnutí založit nové biskupství v Českých Budějovicích. Konečné rozhodnutí o založení biskupství je datováno na 18. duben 1784. Formální prosba o zřízení biskupství byla císařem Josefem II. papeži zaslána 20. prosince 1784. Českobudějovické biskupství bylo založeno bulou papeže Pia VI. Cunctis ubique 20. září 1785.
Schaffgotsch obdržel biskupské svěcení 11. prosince 1785 ve svatovítské katedrále v Praze. Světitelem byl arcibiskup Antonín Petr Příchovský z Příchovic, jako asistenti byli přítomni pražský světící biskup Erasmus Dionýsius Krieger a olomoucký světící biskup Karel Godfried rytíř z Rosentalu.
Vznik českobudějovického biskupství ohlásil biskup Schaffgotsch obyvatelům nové diecéze pastýřským listem z 1. ledna 1786. Slavnostní intronizace se konala 26. února 1786. 
V prvních letech svého episkopátu se Schaffgotsch zabýval především organizačními otázkami nové diecéze. Vyřešit bylo potřeba některé územní nesrovnalosti s okolními diecézemi. Pro seznámení se s diecézí měla zásadní význam i první generální vizitace, která proběhla v letech 1786–1788. Další generální vizitaci provedl v letech 1805–1810.
Roku 1790 Schaaffgotsche provedl v diecézi správní změny podle moravského vzoru: Rozdělil ji na pět arcikněžství – České Budějovice, Klatovy, Strakonice, Tábor a Vimperk – která se členila do třiceti vikariátů.
Další důležitou Schaffgotschovou snahou bylo zajištění kněžského dorostu. Bylo logické, že s množstvím nově založených duchovních správ – jen za doby vlády Josefa II. vzniklo 144 nových – a s reorganizací církevně-správních záležitostí se pojila biskupova snaha o vzdělání a formaci budoucích duchovních. Hlavní roli v přípravě kněží pro českobudějovickou diecézi hrál až do počátku devatenáctého století pražský generální seminář a po jeho zrušení arcibiskupský seminář. Teprve po dlouhodobém Schaffgotschově úsilí byl císařským dekretem ze 7. dubna 1803 založen diecézní kněžský seminář s teologickým učilištěm. Studium bylo na teologickém institutu zahájeno 4. listopadu 1804. Ve stejnou dobu byl založen z biskupovy iniciativy v Českých Budějovicích také filosofický ústav, který navazoval na gymnazijní výuku dvouletým studiem, jehož absolvování bylo předpokladem pro studium na univerzitě nebo pro vstup do semináře.
Schaffgotschův důraz na výchovu kněžského dorostu se projevil i ve stabilním počtu těch, kteří přijímali kněžské svěcení. V letech 1786–1813 Schaffgotsch vysvětil celkem 556 kněží, z toho 20 řádových. Řádoví kněží byli svěcení od roku 1797, většinou se jednalo o vyšebrodské cisterciáky. Na konci jeho episkopátu byla obsazena prakticky všechna místa v duchovní správě diecéze.
Od roku 1793 se českobudějovická diecéze postupně dostávala do vírů evropských válečných událostí, které během dalšího desetiletí zasáhly i jižní Čechy. Za vyprošení Boží ochrany ve válečných letech konal biskup Schaffgotsch i několikrát ročně čtyřicetihodinové pobožnosti.
Schaffgotsch se aktivně se účastnil duchovní správy svého rezidenčního města. Záznamy v biskupském diáři dosvědčují, že kromě provádění křtů, svateb a poměrně častého zaopatřování nemocných také rád kázal, vodil procesí a konal duchovní cvičení. Intenzivně se staral o projekt výstavby nemocnice, který finančně podpořil ve své závěti, a také o chod chudobince. Odrazem nadstandardních vztahů s vedením města bylo udělení čestného občanství z roku 1811.
Schaffgotschovo angažmá pro chudé se ukázalo také v jednom z jeho posledních podniků, který vznikl v roce 1811 právě pod jeho vedením – Diöcesan-Pension-Institut für die Witwen und Waisen der Schullehrer.
Mimo diecézi se Schaffgtosch zdržoval pouze výjimečně. V letech 1791 a 1792 byl přítomen korunovaci českých panovníků Leopolda II. a Františka I. V roce 1795 se jako spolusvětitel účastnil konsekrace královéhradeckého biskupa Marii Tadeáše z Trauttmansdorffu.
Schaffgotschovy aktivity v diecézi nezůstaly bez povšimnutí na vyšších místech. Roku 1801 se Schaffgotschovo jméno objevilo na prvním místě z trojice navržených na uprázdněný litoměřický biskupský stolec. Roku 1809 jej císař František I. vyznamenal komandérským křížem Leopoldova řádu a roku 1810 jej jmenoval svým tajným radou.
Poslední roky života prvního českobudějovického biskupa byly poznamenány těžkou nemocí, která postupně omezovala jeho aktivity. Zemřel 8. května roku 1813 v necelých pětašedesáti letech. O tři dny později byl pohřben v již dříve zřízené hrobce na českobudějovickém staroměstském hřbitově u kostela sv. Jana Křtitele a sv. Prokopa.
Jan měl nemanželského syna s neznámou ženou, Tiburtiuse Schaffgotsche (1802, České Budějovice - 1891, Cavalcante, Goias, Brazílie), který se stal renomovaným katolickým knězem v brazilském vnitrozemí, když odešel do Brazílie ve službách portugalské koruny.

## Odkaz
V Schaffgotschově biskupském působení je vidět značná snaha o vnitřní reformu církve, kterou měl společnou s převážnou částí tzv. josefinistických biskupů. V důrazech, které kladl na některé aspekty při jejím provádění, se projevuje jeho duchovní směřování, zejména ovlivnění myšlenkami Antonia Lodovica Muratoriho i jansenistickou zbožností. Vliv Muratoriho myšlenek je v jeho činnosti zřejmý především v zasazení péče o potřebné do středu vlastního života i aktivit v diecézi. Inspirovat se nechal také v oblasti duchovního vedení, jak je vidět zejména na důrazu kladeném na opravdovou, vroucí zbožnost a působení na srdce i rozum člověka při předávání víry. V centru jeho biskupského snažení stála také péče o duchovenstvo – v duchu myšlenek díla Jeana Opstraeta Pastor bonus zdůrazňoval, aby byli kněží dobrými pastýři i vzory pro ostatní věřící. Za jednu z nejdůležitějších pastoračních povinností duchovních pokládal předávání obrazu Boha věřícím. V liturgii kladl především důraz na názornost, výklad Písma a kázání. Snažil se posilovat vnitřní zbožnost svých duchovních i lidu v diecézi. Neodmítal všechny vnější projevy zbožnosti, které pocházely z minulé doby, ale podporoval ty, které podle jeho názoru měly vnitřní hodnotu a naopak se stavěl proti těm, ve kterých viděl vliv pověr. Celkově je možné říci, že Schaffgotsch byl proreformně orientovaným biskupem, v jehož osobě se stýkaly vlivy jansenistické i pozdně barokní zbožnosti, a také impulsy katolického osvícenství. Byl biskupem, který svojí činností i osobní zbožností stavěl most mezi obdobími baroka a restaurace.
Vnější okolnosti Schaffgotschova působení jako duchovního byly do značné míry dané: Silný vliv státu na církevní oblast byl realitou, ve které prožil celý svůj život. Je možné říci, že byl úzce spojený se státním pojetím církevní politiky, ovšem určitě neprosazoval státní církev, nebyl kriticky nasměrován vůči Římu, nejsou u něho viditelné episkopalistické tendence ani prosazování církevní decentralizace. Rozhodně nenasvědčuje nic tomu, že by byl febronián. Ovšem na druhou stranu pro něj byly některé umírněné zásady episkopalismu a febronianismu samozřejmostí, protože jimi byl dán onen zmíněný vnější rámec jeho biskupského působení. Každopádně uznával papežskou autoritu s omezeními danými císařskými privilegii. Po celý svůj život se s Římem nedostal do konfliktu – ať už z věroučných nebo z církevně-politických důvodů.
Schaffgotsche byl konformní s církevní politikou vládců habsburského domu. V tomto smyslu je možné jej označit za josefinistu. Je však nutné vzít mimo jiné v úvahu i fakt, že loajální postoj k záměrům vládců habsburského rodu ještě pro Schaffgotsche neznamenal bezvýhradné a nekritické přijetí všech shora vydaných nařízení, jak ukazují jeho námitky proti některým zásahům státu do vnitřních záležitostí církve, které sepsal na výzvu císaře Leopolda II. v roce 1790 nebo ve zprávě o generální vizitaci z roku 1811. Ze strany panovníků byly chápány vždy jako pozitivní snaha po správném vykonávání biskupského úřadu, a tak i ceněny. Loajalita k vládcům a jejich politice byla posílena i tím, co se dělo ve Francii, neboť ostře kritizoval jak tamní formu osvícenství, tak i revoluci.
Schaffgotchovu osobnost charakterizují zejména dvě roviny: nobilitas a sacerdotium, přičemž patrný je u něj větší důraz na sacerdotium, což ovšem neznamená, že by si své urozenosti necenil, jak je vidět především na jeho rozsáhlé knihovně, která odpovídá aristokratické povaze svého tvůrce. Měla přes 6 000 svazků a prakticky bez proměny se dochovala až do současnosti. Samotné knižní tituly ukazují na Schaffgotsche jako na člověka s širokými intelektuálními zájmy. Sám ovšem nebyl literárně činný – zachovalo se pouze několik příležitostných kázání a pastýřských listů. Knihovna zahrnuje duchovní literaturu v nejširším smyslu slova, tj. nejen pojednání čistě teologická, ale také odrážející dobové duchovní klima spjaté s osvícenstvím. Nechybí zde ani spisy přírodovědné, technické nebo uměnovědné. Rozsáhlé nákupy moderní literatury ukazují na Schaffgotschovu ambici soustředit veškeré relevantní proudy soudobé odborné a umělecké literatury. Knihovna svědčí o jeho rozsáhlých kontaktech zejména s olomouckým a vídeňským prostředím, ale také o kulturních vazbách do francouzského a německého prostoru.
Jako biskup prokazoval přísnost a ráznost při řízení diecéze a schopnost vyjednávání se světskými úřady na všech úrovních. Jako duchovní měl silně asketické sklony, které se projevovaly pravidelnými duchovními cvičeními i skromností životního stylu. Své nejbližší i vzdálenější spolupracovníky si vybíral spíše podle schopností než podle kritéria urozenosti. Celý život si ve své blízkosti udržel okruh lidí, se kterými se stýkal od dob vídeňských studií a královéhradeckého působení. Úzký kontakt udržoval po celý život také se svojí rodinou. Jeho synovci byli Antonín Arnošt ze Schaffgotsche, v letech 1841–1870 6. biskup brněnský a prezident dvorské komory Josef Wallis.